# Gerhard von Lommessem
Gerhard Franz Godefrid Anton Maria Freiherr von Lommessem (* 14. Oktober 1780 in Aachen; † 30. September 1824 in ebenda) war ein preußischer Verwaltungsbeamter und Landrat im Kreis Düren.

## Leben und Wirken
Der Sohn des Aachener Maire Johann Wilhelm Gottfried von Lommessem und der Cornelia van Heyningen gehörte wie sein Vater zu den bedeutenden Notabeln, die während der französischen Besatzung Aachens von 1794 bis 1815 in verschiedene Ämter der Munizipal- und Départementveraltung berufen wurde. So diente er zunächst als Auditeur im  Conseil d’État und wurde am 28. August 1808 zum 1. Adjunkt der Stadt Aachen, vergleichbar dem Amt eines Beigeordneten, berufen.
Im Jahr 1811 wurde von Lommessem als Unterpräfekt zunächst im Arrondissement d’Aix-la-Chapelle (vergleichbar in etwa dem späteren Regierungsbezirk Aachen) eingesetzt, bevor er per kaiserlichem Dekret vom 17. April 1813 in gleicher Funktion in die Verwaltung des Arrondissement Goes im Département Bouches-de-l’Escaut (Département der Scheldemündung) versetzt wurde.
Nach dem Ende der französischen Besatzung und Übernahme der Verwaltungen durch das Königreich Preußen kehrte von Lommessen 1815 nach Aachen zurück, wo er dem Club Aachener Casino beitrat. Ein Jahr später wurde er zum ersten Landrat des neuen Kreises Düren ernannt. Von Lommessem übte dieses Amt bis zu seinem Tode im Jahr 1824 aus. Später wurde in Düren-Mariaweiler eine Straße nach ihm benannt.
Gerhard Freiherr von Lommessem war verheiratet mit Theresa Coletta Josephine Bauwens aus Gent (1776–1841), Witwe des Franz Josef Theodor Freiherr von Fürth (1778–1800). Mit ihr hatte er den Sohn Johann Wilhelm von Lommessem (1808–1883), welcher in den Rat der Stadt Aachen gewählt wurde und 1846 das Schloss Blumenthal erwarb. In diesem Schloss richtete dieser später ein Nonnenkloster mit angeschlossenem Internat des katholischen Schwesternordens vom Heiligen Herzen Jesu (Sacre Cœur) ein, dem unter anderem auch seine beiden Töchter Anna und Caroline von Lommessem beitraten.